# Nenad Kljaić
Nenad Kljaić (Zagreb, 21 de dezembro de 1966) é um ex-handebolista profissional e treinador croata, campeão olímpico.
Nenad Kljaić fez parte do elenco medalha de ouro de Atlanta 1996, com seis partidas e 5 gols. atualmente treina a Arábia Saudita.